# Przeczniak
Przeczniak (deutsch Hermannshof) ist ein kleiner Ort in der polnischen Woiwodschaft Ermland-Masuren und gehört zum Sołectwo Salpik (Schulzenamt Salpkeim) der Gmina Kętrzyn (Landgemeinde Rastenburg) im Powiat Kętrzyński (Kreis Rastenburg). Von 1975 bis 1998 gehörte der Ort zur Woiwodschaft Olsztyn.
Przeczniak liegt 2 Kilometer südöstlich von Nakomiady (Eichmedien) und ist über Nebenstraßen von der einstigen Kreisstadt Mrągowo (Sensburg, 18 Kilometer) bzw. von der jetzigen Kreismetropole Kętrzyn (Rastenburg, 15 Kilometer) aus zu erreichen. Eine Bahnanbindung besteht nicht.

## Geschichte
Der früher „Hermannshof“  (um 1871 auch Hermanshof) genannte Ort bestand vor 1945 lediglich aus einem Großen Hof mit seinen Nebengebäuden. Er war der Landgemeinde Eichmedien (heute polnisch: Nakomiady) und von 1874 bis 1945 dem gleichnamigen Amtsbezirk zugeordnet, gehörte somit zum Landkreis Sensburg im Regierungsbezirk Allenstein der preußischen Provinz Ostpreußen.
Als Folge des Zweiten Weltkriegs kam Hermannshof 1945 zu Polen und erhielt die polnische Ortsbezeichnung „Przeczniak“.

## Religionen
Kirchlich war die überwiegend evangelische Bevölkerung vor 1945 nach Eichmedien (polnisch: Nakomiady) hin orientiert, dessen Kirchspiel zum Kirchenkreis Sensburg (Mrągowo) in der Kirchenprovinz Ostpreußen der Kirche der Altpreußischen Union gehörte.
Heute sind die Einwohner von Przeczniak fast ausnahmslos katholischer Konfession. Ihre Pfarrkirche ist das bis 1945 evangelische Gotteshaus in Nakomiady (Eichmedien) und ist dem Dekanat Kętrzyn I – Południowy-Zachód (Rastenburg – Südwest) im Erzbistum Ermland der katholischen Kirche in Polen zugeordnet. Hier lebende evangelische Kirchenglieder gehören jetzt zur Pfarrkirche in Kętrzyn in der Diözese Masuren der Evangelisch-Augsburgischen Kirche in Polen.